# Clutier (Iowa)
Clutier es una ciudad situada en el condado de Tama, en el estado de Iowa, Estados Unidos. Según el censo de 2010 tenía una población de 213 habitantes.

## Geografía
Según la Oficina del Censo de los Estados Unidos, la localidad tiene un área total de 1,97 km², la totalidad de los cuales 1,97 km² corresponden a tierra firme.

## Demografía
Según el censo de 2010, había 213 personas residiendo en la localidad. La densidad de población era de 108,12 hab./km². Había 121 viviendas con una densidad media de 61,42 viviendas/km². El 92,49% de los habitantes eran blancos, el 0,47% amerindios, el 4,69% de otras razas, y el 2,35% pertenecía a dos o más razas. El 8,92% de la población eran hispanos o latinos de cualquier raza.